# Imke Vervaet
Imke Vervaet (Gent, 11 april 1993) is een Belgische atlete, die gespecialiseerd is in de sprint. Ze nam tweemaal deel aan de Olympische Spelen en behaalde elf Belgische titels.

## Loopbaan
Imke Vervaet nam in 2011 op de 200 m deel aan de Europese kampioenschappen U20. Ze behaalde een zesde plaats in de finale. Op de wereldkampioenschappen U20 het jaar nadien behaalde ze eveneens een zesde plaats op de 200 m. Op  de 4 x 100 m werd ze met de Belgische ploeg vijfde. In 2013 werd ze op de Europese kampioenschappen U23 op de 4 x 100 m gediskwalificeerd in de finale.
In 2017 werd Vervaet voor het eerst Belgisch indoorkampioene op de 200 m.
Vervaet is aangesloten bij Racing Club Gent.

## Belgische kampioenschappen
Outdoor
| Onderdeel | Jaar                         |
| --------- | ---------------------------- |
| 200 m     | 2019, 2020, 2021, 2024, 2025 |

Indoor
| Onderdeel | Jaar                               |
| --------- | ---------------------------------- |
| 200 m     | 2017, 2021, 2022, 2023, 2024, 2025 |

## Persoonlijke records
Outdoor
| Onderdeel   | Prestatie | Wind     | Datum           | Plaats             |
| ----------- | --------- | -------- | --------------- | ------------------ |
| 100 m       | 11,47 s   | -0,3 m/s | 9 augustus 2025 | Oordegem           |
| 200 m       | 22,63 s   | +1,1 m/s | 3 augustus 2025 | Brussel            |
| 300 m       | 37,11 s   |          | 3 juni 2025     | Bergen (Noorwegen) |
| 400 m       | 50,86 s   |          | 28 juni 2025    | Maribor            |
| verspringen | 6,18 m    | -1,2 m/s | 18 mei 2019     | Gent               |

Indoor
| Onderdeel   | Prestatie    | Datum            | Plaats    |
| ----------- | ------------ | ---------------- | --------- |
| 60 m        | 7,42 s       | 30 januari 2021  | Gent      |
| 200 m       | 23,01 s (NR) | 23 februari 2025 | Gent      |
| 300 m       | 38,20 s      | 12 januari 2019  | Gent      |
| 400 m       | 51,94 s      | 7 maart 2025     | Apeldoorn |
| verspringen | 6,20 m       | 28 januari 2018  | Gent      |

## Palmares

### 60 m
- 2012:  BK AC indoor – 7,55 s
- 2018:  BK AC indoor – 7,51 s

### 100 m
- 2017:  BK AC – 11,82 s
- 2020:  BK AC – 11,68 s

### 200 m
- 2009:  EYOF te Tampere – 24,35 s
- 2011: 6e EK U20 te Tallinn – 23,78 s
- 2012: 6e WK U20 te Barcelona – 23,47 s
- 2017:  BK indoor AC – 24,13 s
- 2019:  BK indoor AC – 23,74 s
- 2019:  BK AC – 23,25 s
- 2019: 5e in reeks WK in Doha – 23,24 s
- 2020:  BK indoor AC – 23,56 s
- 2020:  BK AC – 23,42 s
- 2021:  BK indoor AC – 23,51 s
- 2021:  BK AC – 23,30 s
- 2021: 7e in ½ fin. OS in Tokio – 23,31 s (23,05 s in reeks)
- 2021: 6e Memorial Van Damme - 23,28 s
- 2022:  BK indoor AC – 23,47 s
- 2022:  BK AC – 23,39 s
- 2022: 5e in reeks WK in Eugene – 23,28 s
- 2023:  BK indoor AC – 23,26 s (NR)
- 2023:  BK AC – 23,95 s
- 2024:  BK indoor AC – 23,56 s
- 2024:  BK AC – 23,03 s
- 2025:  BK indoor AC – 23,01 s (NR)
- 2025:  EK voor landenteams (2e div.) in Maribor – 22,85 s
- 2025:  BK AC – 22,63 s

### 400 m
- 2019:  Memorial Van Damme – 53,22 s
- 2025: 6e ½ fin. EK indoor in Apeldoorn – 52,84 s (in reeks 51,94 s)
- 2025:  EK voor landenteams (2e div.) in Maribor – 50,86 s

### verspringen
- 2019:  BK indoor AC – 6,11 m
- 2020:  BK indoor AC – 6,05 m

### 4 × 100 m
- 2009: 4e EJOF te Tampere – 46,87 s
- 2012: 5e WK U20 te Barcelona – 45,12 s
- 2013: DQ in finale EK U23 te Tampere

### 4 × 400 m
- 2019: 5e WK in Doha - 3.27,15 (3.26,58 (NR) in reeksen)
- 2021: 7e World Athletics Relays in Chorzów - 3.37,66[1]
- 2021: 7e OS in Tokio - 3.23,96 (NR)
- 2022: 6e WK indoor in Belgrado - 3.33,61 (3.30,58 (NR) in reeksen)
- 2022: 6e WK in Eugene - 3.26,29
- 2023: 5e WK in Boedapest - 3.22,84
- 2024:  EK in Rome - 3.22,95
- 2024: 7e OS - 3.22,40

### 4 × 400 m gemengd
- 2019: 6e WK in Doha - 3.14,22[2]
- 2021: 5e OS - 3.11,51 (NR)
- 2023: 5e WK in Boedapest - 3.13,83 (in serie 3.11,81)
- 2025:  EK indoor - 3.16,19